# Cosmiocryptus diplatys
Cosmiocryptus diplatys là một loài tò vò trong họ Ichneumonidae.